# Soemba-edelpapegaai
De Soemba-edelpapegaai (Eclectus cornelia) werd  in 1850 geldig beschreven door Karel Lucien Bonaparte. Hij noemde deze vogel naar de vrouw van Hermann Schlegel, met wie hij goed bevriend was. Het is een door habitatverlies bedreigde vogelsoort die alleen voorkomt op Soemba (Kleine Soenda-eilanden, Indonesië).

## Kenmerken
De vogel is 43 cm lang, langer dan andere soorten edelpapegaaien. Het mannetje is bijna geheel groen met oranjegele bovensnavel en zwarte ondersnavel.. De ondervleugeldekveren zijn rood en de vleugelboeg is blauw. Het vrouwtje is bijna helemaal rood gekleurd, donkerder van boven dan van onder. De snavel is geheel zwart en zij heeft ook een blauwe vleugelboeg.

## Verspreiding en leefgebied
Deze soort is endemisch op Soemba. De leefgebieden van deze vogel liggen in primair en secundair tropisch laaglandwoud tussen 0 en 1000 meter boven zeeniveau.

## Status
De Soemba-edelpapegaai heeft een beperkt verspreidingsgebied en daardoor is de kans op uitsterven aanwezig. De grootte van de populatie werd in 2019 door BirdLife International geschat op 1000 tot 2500 volwassen individuen. De populatie-aantallen nemen af door vangst voor de kooivogelhandel en habitatverlies. Om deze redenen staat deze soort als bedreigd op de Rode Lijst van de IUCN.